# Ustrój polityczny Kuby
Kuba jest republiką socjalistyczną (od 1959). Kierowniczą rolę w państwie sprawuje partia komunistyczna. Prezydent, stojący na czele 33-osobowej Rady Państwa, sprawuje również funkcję szefa rządu. Parlament – Zgromadzenie Narodowe Władzy Ludowej składa się z 470 osób, wybranych z grona kandydatów wskazanych przez Komunistyczną Partię Kuby, sprawujących urząd przez 5 lat.
80% Kubańczyków powyżej 14 roku życia należy do lokalnych Komitetów Obrony Rewolucji. Znajdują się one w każdym mieście w kraju. Zajmują się one różnymi aspektami, od obrony cywilnej, zbierania śmieci dla recyklingu, do spraw socjalnych, takich jak wolontariat, czy dyskusji dotyczących nowych praw do rozpatrzenia przez rząd.
80% pracujących Kubańczyków należy do jednego z 19 związków zawodowych. Związki są utrzymywane z miesięcznych składek członkowskich, które są wpłacane przez członków do ich lokalnych placówek. Nie są one finansowane przez państwo. Wybory przedstawicieli związkowych w miejscach pracy są bezpośrednie.
Wszyscy robotnicy, zrzeszeni, czy nie, mają prawo uczestniczyć w comiesięcznych zebraniach robotniczych, dyskusjach, i w kształtowaniu warunków pracy w swoich zakładach. Członkowie związków zawodowych są aktywni w kształtowaniu i realizowaniu polityki zakładu pracy. Mają też rolę w tworzeniu business planu oraz uczestniczą w zebraniach zarządu.
W ogólnym kontekście, związki zawodowe i ich centralna organizacja – Kubańska Centrala Robotników (CTC) regularnie uczestniczą w konsultacjach z rządem, kiedy mają wejść w życie nowe prawa. W 1993 roku, podczas kryzysu gospodarczego, 3 miliony robotników w każdym miejscu pracy wyrażało swoje opinie w Radach Robotniczych. Ich pomysły znalazły zastosowanie w polityce rządu dotyczącej opodatkowania, cen i emisji pieniędzy. Niepłacenie podatków przez robotników w chwili kiedy odczuwali dotkliwe problemy gospodarcze, przy jednoczesnej pomocy społecznej było jednym z takich pomysłów, który został przyjęty przez rząd.
W 1995 roku związki zawodowe zaoponowały przeciwko sekcji Obcego Kapitału. Wyraziły one sprzeciw wobec bezpośredniemu zatrudnianiu Kubańczyków przez obce korporacje, co powodowało ich wykorzystywanie, oraz nieprzestrzeganie ich praw. W zamian zaproponowali aby zatrudniać robotników przy pośrednictwie państwa – urzędów pracy – by zagwarantować przestrzeganie wszystkich praw robotniczych. Zostało to zaakceptowane przez rząd.
Podczas reorganizacji kubańskiego cukrownictwa w 2002 roku blisko jeden milion robotników uczestniczyło w zgromadzeniach, by wyrazić swoje zdanie dotyczące spadku płac (chcieli otrzymywać płace w dotychczasowej wysokości), programów dokształcania oraz szukania alternatywnej pracy.
Zestawienie polityki Kuby z polityką innych państw Trzeciego Świata pozwala zaakceptować formalności Międzynarodowego Funduszu Walutowego i Banku Światowego.
Artykuł 44. Konstytucji gwarantuje równe prawa ekonomiczne, polityczne, socjalne, kulturalne i rodzinne prawa mężczyzn i kobiet. Równouprawnienie kobiet propagowane jest przez Federację Kobiet Kubańskich (FMC), założoną w 1960 roku, mającą 73710 placówek w całym kraju. 85% kobiet w wieku powyżej 14 lat należy do FMC. FMC ma bliskie powiązania z wieloma ministerstwami i przez tę organizację głos kobiet w walce o pełne prawa może zostać usłyszany. W dzisiejszej Kubie 44,5% członków związków zawodowych, 64% prawników, 49% sędziów i 47% sędziów Sądu Najwyższego to kobiety. 45,2% deputowanych do parlamentu to kobiety – to trzeci na świecie odsetek kobiet uczestniczących w życiu publicznym (za Rwandą i Andorą). Bieżące zadania FMC to głównie przeciwdziałanie seksizmowi we wszystkich aspektach życia.
Artykuł 42. mówi, że obywatele nie mogą być dyskryminowani ze względu na rasę, kolor skóry, płeć, pochodzenie, orientację seksualną, wiarę czy z jakiegokolwiek innego powodu. Te i inne formy dyskryminacji są surowo zabronione i konsekwentnie karane. Wszystkie organy publiczne oraz organizacje są zobowiązane do zapewnienia wszystkim ludziom takich samych praw i należytego szacunku.
System dotyczący wyborów władz miejskich, władz regionalnych oraz wyborów do Narodowego Zgromadzenia (kubańskiego parlamentu) bazuje na uniwersalnym prawie wyborczym dla wszystkich, którzy ukończyli 16 lat. Nikt nie jest wykluczony z głosowania, oprócz kryminalistów, oraz niepełnosprawnych umysłowo.
Wybory władz miejskich mają miejsce co 2,5 roku, a wybory władz regionalnych i do parlamentu co 5 lat.
Kandydaci nie są wyłaniani przez komitety partyjne. Tak naprawdę żadna partia polityczna, łącznie z Komunistyczną Partią Kuby, nie jest władna do wyłonienia żadnych kandydatów. Zamiast tego kandydaci są nominowani przez odpowiednie organizacje oraz przez indywidualnych wyborców. Nie są dozwolone kampanie wyborcze. W zamian w publicznych miejscach są wieszane plakaty zawierające jego/jej biografie, i rozmaite atrybuty osobiste. Wybierani są w tajnym głosowaniu. Prawo Wyborcze z 1992 roku warunkuje by wszyscy delegowani do władz miejskich, regionalnych czy Narodowego Zgromadzenia (liczącego 601 deputowanych) byli wybierani w powszechnych, tajnych wyborach. Głowa państwa i rada ministrów są wybierani spośród deputowanych do parlamentu.
Każdy poseł, czy minister ma obowiązek informować społeczeństwo o swojej pracy i, tak jak w innych krajach, może organizować spotkania z obywatelami w swoim okręgu wyborczym.
Zupełnie inaczej, niż w krajach krytykujących Kubę za brak demokracji, liczba osób uczestniczących w wyborach jest duża. W ostatnich wyborach w kwietniu 2005 roku zagłosowało 97,7% uprawnionych.
Teoretycznie wszyscy deputowani do kubańskiego parlamentu mogą zostać odwołani w każdej chwili, i muszą rozliczać się ze swojej działalności publicznej podczas spotkań z elektoratem w swoich okręgach wyborczych co 6 miesięcy.
W praktyce jednak swoboda wypowiedzi na Kubie jest w ścisły sposób kontrolowana i przy obecnych mechanizmach ustrojowych nie istnieje realna szansa zmiany władzy w drodze demokratycznych wyborów. Nie istnieją też legalnie działające partie opozycyjne. Odbywające się wybory traktowane są raczej jako plebiscyt popularności władzy, a nie jako wybór orientacji politycznej.
W październiku 2012 roku na Kubie została zatwierdzona ustawa, która zezwala kubańczykom opuszczać kraj bez specjalnego pozwolenia od rządu.
Jednak są wyjątki, gdy wypuszczenie z kraju może „zagrażać dobru kraju”. Ustawa weszła w życie w styczniu 2013 roku. Wcześniej na Kubie między innymi pozwolono na wolny handel.